# Vexations

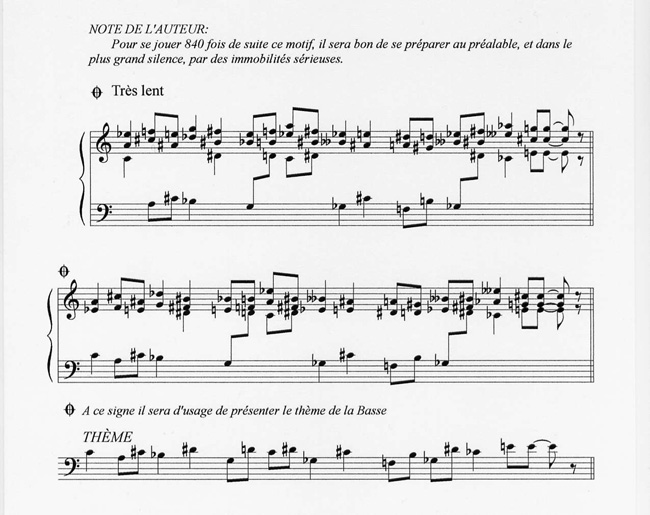
Noten

Vexations (französisch; deutsch etwa „Quälereien“) ist ein Klavierstück des französischen Komponisten Erik Satie. Es handelt sich um eines der ersten Beispiele für ein repetitives Arrangement sowie für Atonalität in der Kunstmusik und wird allgemein als eines der längsten Stücke der Musikgeschichte überhaupt angesehen, obwohl die Partitur nur aus einer Seite besteht. Vermutlich gehört Vexations zu Saties Werkreihe Pages Mystique, auch wenn dies nicht gesichert ist.
Das Stück, das wahrscheinlich 1893 komponiert wurde, besteht aus einem Thema und zwei Variationen. Zur Art und Weise der Realisation gab Satie den eigenwilligen Rat:
Um dieses Motiv achthundertvierzigmal zu spielen, wird es gut sein, sich darauf vorzubereiten, und zwar in größter Stille, mit ernster Regungslosigkeit.
Da kaum Hinweise auf die Entstehungsgeschichte des Werks existieren und Satie es auch nie in seinen (erhaltenen) Briefen erwähnte, ist die musikalische Einordnung bis heute umstritten, es wird bisweilen auch als musikalischer Scherz des Komponisten bezeichnet. Dennoch zählt es wegen der Ungewöhnlichkeit zu den bekanntesten Werken Saties.

## Aufbau und Besonderheiten
Das Thema des Stücks ist eine einstimmige, einfache Melodie, die nur Viertel- und Achtelnoten enthält. Harmonisch sind in der nur 13 Zählzeiten langen Melodie zahlreiche Sprünge zwischen verschiedenen Tonarten enthalten. Es gibt keine tonale Melodieführung, so gibt es etwa keinen klaren Grundton, auch wenn man die Melodie in vier verschiedene kurze Abschnitte mit eigener Tonart einteilen kann. Taktstriche oder genaue Tempoangaben sind nicht vorhanden, lediglich eine Anweisung Très lent (frz.: sehr langsam). Auch das Musikinstrument ist nicht angegeben, es gilt jedoch als sicher, dass das Stück für Klavier oder Harmonium geschrieben wurde.
Die beiden Variationen bestehen aus jeweils zwei Stimmen, die in gleichen Notenwerten als doppelter Kontrapunkt zum Thema hinzugefügt werden (Homophonie). Auf diese Weise wird auf jeder Note ein Akkord aufgebaut. Satie wählte dabei für den Abstand zwischen den beiden Oberstimmen mit einer Ausnahme (erste Achtelnote der zweiten Zählzeit) übermäßige Quarten (Tritonus).
Satie verwendet zahlreiche enharmonische Verwechslungen in der Notation von Vexations, so werden etwa bestimmte Töne in mehrfacher Art durch verschiedene Versetzungszeichen dargestellt. Dies weist nach Angaben des Musikwissenschaftlers Robert Orledge, der das Stück analysierte, auf das Vorhandensein einer Grundtonleiter hin, die ebenfalls in einem im selben Jahr geschriebenen kurzen Stück namens Bonjour, Biqui, Bonjour auftaucht, das Satie als Geschenk für seine damalige Geliebte komponiert hatte. Satie verwendete derartige Tonleitern vor allem in seiner späteren Schaffensperiode nach 1917.
Die Anweisung, das Stück 840 Mal zu wiederholen, findet sich in einem kurzen Einleitungstext auf der Partitur. Dieser besagt sinngemäß, dass man, wenn man dieses Stück 840 Mal zu wiederholen beabsichtigt, sich vorher in Stille und Unbeweglichkeit darauf vorbereiten solle. Es ist daher ungewiss, ob die Zahl der Wiederholungen obligatorisch ist, auch wenn dies in den Aufführungen des Stücks immer vorausgesetzt wird. Laut einiger Analysen, die von Vexations existieren, ist vielmehr der Effekt einer scheinbar endlosen Wiederholung der Akkordreihe Sinn dieser Anweisung.

## Veröffentlichung und Uraufführung
Vexations wurde 1949 in Druckform veröffentlicht, also lange nach dem Tod des Komponisten. Die Bekanntheit des Stücks ist weitgehend dem Interesse zu verdanken, das John Cage daran hatte, der ähnliche Experimente in Bezug auf ungewöhnliche Arrangementstrukturen Mitte des 20. Jahrhunderts verfolgte. Auch in der Szene rund um die serielle Musik wurde Vexations beachtet, zum Teil wird es wegen seiner Tonreihen als Vorläufer dieser Bewegung angesehen.
Am 9. September 1963 wurde das Werk von einem Team mehrerer Pianisten, darunter Cage selbst, uraufgeführt. Nur eine einzige Person war von Anfang bis Ende des Stücks, das 18 Stunden und 40 Minuten (von 18 Uhr bis 12:40 Uhr am Tag danach) dauerte, anwesend.

## Spätere Aufführungen und Rezeption
Nach der Uraufführung versuchten sich zahlreiche weitere Pianisten an der Herausforderung durch Vexations. Die Aufführungsdauer betrug je nach Interpretation der Anweisungen Saties zwischen 12 und 28 Stunden. Viele Aufführungen des Stückes gelangen nur durch Mithilfe mehrerer Pianisten, aber auch einzelnen Spielern gelangen komplette Darbietungen (unter anderem Nicolas Horvath).
Seit den 1970er Jahren fanden die Aufführungen des Stückes Beachtung in der musikpsychologischen Forschung, insbesondere in der Sparte der Performanceforschung. Insbesondere lag das Augenmerk dabei auf den Auswirkungen der extremen Belastung durch die lange Interpretationsdauer und das langsame Tempo für die Pianisten selbst. E. Clarke konstruierte 1982 eigens einen speziellen Computerflügel, um das Timing beim Spiel des Stückes genau messen zu können. Der Musikpsychologe Reinhard Kopiez befasste sich im Jahr 2003 in einem Forschungsprojekt mit dem Stück anlässlich einer 28-stündigen Performance des Pianisten Armin Fuchs.
2016 führten Dozenten, Studierende und Freunde der Robert Schumann Hochschule Düsseldorf das Werk zum 150. Geburtstag des Komponisten auf.
2020 führte der Pianist Igor Levit das Werk in einer über 15-stündigen Live-Performance auf, um auf die Notlage von Kunst- und Kulturschaffenden im Rahmen der COVID-19-Pandemie hinzuweisen. Das Konzert wurde live auf den Internetseiten von The New Yorker, Der Spiegel und der Gilmore Foundation übertragen sowie auf seinem Twitterkanal gestreamt.
2021 führte der Pianist Daniel Höhr die Vexations als Spendenmarathon in einer 16-stündigen Performance im Paul-Gerhardt-Haus in Sankt Augustin zugunsten der Seenotrettungsorganisation United4Rescue auf.
2022 führte der Schauspieler und Pianist Marinus Hohmann das Werk in einer exakt 16-stündigen Live-Performance im Gymnasium Bad Aibling auf, um Spenden für ukrainische Schüler in Bad Aibling zu sammeln.
Ebenfalls 2022 führten die Pianistin Judith Wegmann und der Pianist Simon Bucher die Vexations in einer exakt 20-stündigen Performance im KlHaus von Haus am Gern vor dem Kunsthaus Pasquart in Biel/Bienne im Zusammenhang mit dem geschichtsfreien Raum Lifetime Europe in Leipzig auf.
2024 erfolgte eine von der Organisation Ärzte gegen Tierversuche veranstaltete Open-Air-Aufführung, bestritten von einer Kette von sechs Pianisten, als musikalische Protestaktion gegen Tierversuche am Ernst Strüngmann Institut in Frankfurt am Main.
Der Kirchenmusiker Christopher Bender führte das Stück bisher zweimal an St. Johannis-Harvestehude in Hamburg auf. 2008 dauerte seine Interpretation anlässlich der eigenen Amtseinführung 16 Stunden. 2025 führte er das Stück erneut auf, diesmal in einer 24-stündigen Nonstop-Performance. Die Aufführung wurde per Live-Streaming übertragen, dabei wurden Spenden für UNICEF-Hilfsprojekte im Sudan gesammelt.

## Einfluss auf andere Musik
- Der Komponist Moritz Eggert bezieht sich in zwei Stücken auf die "Vexations" von Satie: "Vexations" für Kammerorchester (1993) und "Vexations II" für 2 Klaviere (2001)
- Das zweite Album der Band Get Well Soon heißt Vexations und nimmt direkt Bezug auf Saties Werk